# Jaroslav Hlaďo
Jaroslav Hlaďo (8. května 1913 Nový Jičín  – 21. ledna 1990 Praha) byl československý válečný letec a pedagog. Byl velitel 312. stíhací perutě Royal Air Force, velitel československého stíhacího křídla v RAF, velitel 2. československého leteckého sboru.

## Život a působení
Po absolvování vojenské akademie (obor letectví) v Hranicích a v Prostějově (1932–1934) byl zařazen v hodnosti poručík letectva k leteckému pluku 1. na letišti Praha–Kbely. Sloužil též u leteckého pluku 4. Do okupace Československa v roce 1939 měl nalétáno 1520 hodin. Za okupace dělal zalétávacího pilota v továrně v Kunovicích odkud dne 27. srpna 1940 odletěl na přezkušovaném letadle B-534 do Sovětského svazu, kde přistál u Stanislawówa (dnes Ivano-Frankivsk). Byl podroben výslechu, do 31. prosince 1940 byl vězněn a do 30. července 1941 byl internován. Několik měsíců byl příslušníkem zvláštní letky NKVD (určené pro boj v týlu nepřítele) a od 15. října 1941 byl členem Československé vojenské mise v Sovětském svazu. Na jaře 1942 vyplul z Murmansku do Velké Británie na křižníku HMS Edinburgh; dne 30. dubna 1942 byl křižník napaden německou ponorkou a potopen, potopen byl i další křižník, na kterém cestoval – byl to křižník HMS Trinidad, který byl potopen leteckým útokem dne 15. května 1942. Zachránil jej torpédoborec HMS Foresight. Ve Velké Británii byl po výcviku zařazen na operační lety, a to postupně k 131., 122. a 222. stíhací peruti. Od 29. listopadu 1943 do 28. dubna 1944 dělal styčného důstojníka Inspektorátu čs. letectva u 11. stíhací skupiny RAF. Dne 28. dubna 1944 byl zařazen k 312. čs. stíhací peruti, jejímž velitelem se stal dne 15. května 1944. Dne 15. listopadu 1944 byl jmenován velitelem čs. stíhacího křídla (310., 312. a 313. peruť). Ve Velké Británii provedl 281 operačních letů nad nepřátelským územím a nalétal při nich celkem 474 operačních hodin.
Po vítězném návratu do vlasti byl dne 28. 10. 1945 jmenován velitelem 2. letecké divize v Českých Budějovicích a dne 29. 2. 1948 velitelem II. leteckého sboru. Od 31. 1. 1949, působil na Vysokém vojenském učení v Praze, později pak na Hlavní správě letectva a vojsk protivzdušné obrany státu. Dne 31. 3. 1971 byl přeložen do zálohy. Do roku 1985 pracoval v civilním sektoru jako plavčík, vrátný, průvodce turistů apod.

## Uctění památky
V Praze 14 je Hlaďova ulice, v Novém Jičíně je ulice Generála Hlaďa. Na místě bývalé české školy v Novém Jičíně je pamětní deska.

## Vyznamenání
- Československý válečný kříž 1939, udělen 6krát
- Československá medaile Za chrabrost před nepřítelem, udělena 2krát
- Československá vojenská medaile za zásluhy, I. stupeň
- Pamětní medaile československé armády v zahraničí , se štítky SSSR a VB
- Pamětní medaile k 20. výročí osvobození ČSSR
- Záslužný letecký kříž (DFC), Velká Británie
- Řád za vynikající službu (DSO), Velká Británie
- Hvězda 1939–1945, Velké Británie
- Evropská hvězda leteckých osádek, Velká Británie
- Medaile za vítězství nad Německem ve Velké vlastenecké válce 1941–1945, SSSR
- Croix de guerre, s palmou, Francie
- Řád čestné legie, 5. třídy, Francie
- Vyznamenání Za zásluhy o obranu vlasti
- Řád rudé hvězdy